# Sascha Westrich
Sascha Westrich (* 3. Dezember 1975 in Siegen, Nordrhein-Westfalen) ist ein deutscher Eishockeyschiedsrichter, der Spiele in der 2. Bundesliga und der Oberliga leitet. Westrich ist bei der Zweibrücker EG registriert.

## Karriere
Westrich durchlief die Nachwuchsmannschaften der Jugend und der Junioren bei seinem Heimatverein EHC Zweibrücken Hornets, bevor er in der Saison 1994/95 zu den Mannheimer ERC in die Junioren-Bundesliga wechselte. In der Saison 1995/96 kehrte er zu seinem Heimatverein zurück, der damals in der 2. Liga Nord spielte, die die dritthöchste Spielklasse darstellte.  Ab der Saison 1996/97 spielte er für diverse Regionalliga-Vereine, unter anderem den EC Dillingen und den ERC Zweibrücken Snipers.
Vor der Saison 1997/98 beendete er seine Spielerkarriere und wurde Schiedsrichter. Nach vier Jahren im Landesverband Rheinland-Pfalz wurde er in der Saison 2001/02 zum DEB berufen. Dort arbeitete er sieben Jahre als Linienschiedsrichter, vier davon in der DEL, bevor er in der Saison 2008 zum Hauptschiedsrichter berufen wurde. Mit der Berufung zum Hauptschiedsrichter einher ging auch die Ernennung in das Trainee-Programm des DEB und der DEL, in der Schiedsrichter für Aufgaben in den höchsten Spielklassen ausgebildet werden.
Seit 2009 hat er die DEL-Lizenz, leitet aber vorwiegend Spiele der 2. Bundesliga und der Oberliga.
Auf internationaler Ebene hat er etliche Länderspiele der A-Nationalmannschaft und des Nachwuchses geleitet. Zudem bestritt er ein Turnier um Deutschland Cup und wurde in das Development Camp der IIHF berufen.